# Glenavy
Glenavy är en ort i Storbritannien. Den är belägen i distriktet Lisburn and Castlereagh och riksdelen Nordirland, i den västra delen av landet, 500 km nordväst om huvudstaden London. Glenavy ligger 71 meter över havet och antalet invånare är 1 089.
Terrängen runt Glenavy är huvudsakligen platt, men österut är den kuperad. Terrängen runt Glenavy sluttar västerut. Runt Glenavy är det ganska tätbefolkat, med 60 invånare per kvadratkilometer. Närmaste större samhälle är Belfast, 18,5 km öster om Glenavy. Trakten runt Glenavy består i huvudsak av gräsmarker.
Kustklimat råder i trakten. Årsmedeltemperaturen i trakten är 7 °C. Den varmaste månaden är juli, då medeltemperaturen är 14 °C, och den kallaste är december, med 0 °C.